# Isabel Izcue
Isabel Izcue Montejo (Navarra, 1958) es una arquitecta española especializada en rehabilitación de barrios y regeneración urbana.

## Trayectoria
Izcue estudió arquitectura en la Universidad de Navarra y es arquitecta desde 1981. En la misma universidad continuó sus estudios de postgrado con un máster de intervención en el patrimonio arquitectónico. Ha desarrollado parte de su trabajo profesional en la empresa navarra de suelo y vivienda S. A. (Nasuvinsa) durante más de 25 años, como coordinadora de procesos de rehabilitación de edificios y de entornos urbanos con enfoque integral para mejorar la eficiencia energética, la accesibilidad y uso como los aspectos socioeconómicos. Entre 1986 y 1992 fue directora en Estella de la Oficina de Rehabilitación de Vivienda y Edificación, ORVE. De 1992 a 2007 fue la responsable comarcal del servicio de rehabilitación y asesoría urbanística en Tierra Estella. Y desde 2007, directora de la red de oficinas comarcales de Nasuvinsa y desde 2014 directora del área de asesoría urbanística, rehabilitación y regeneración urbana de Nasuvinsa.
Entre otros, Izcue dirigió y coordinó en Tudela el proyecto de rehabilitación energética del barrio de Lourdes, iniciado en 2010 en el marco del proyecto Renove, programa europeo Eco-City, y del proyecto de regeneración urbana en Pamplona en el barrio de la Chantrea, desarrollado entre los años 2014 y 2017 mediante el proyecto Efidistrict europeo. La rehabilitación energética integral realizada en Tudela en el barrio de Lourdes obtuvo en 2012 el premio ciudad, urbanismo y ecología, del Colegio Oficial de Arquitectos Vaco-Navarro y de la agrupación vasco navarra de arquitectos urbanistas.
Izcue participa en foros y ponencias sobre rehabilitación de barrios y eficiencia energética. Asistió al tercer foro Hiria como arquitecta jefa de área de Nasuvinsa, organizado por el Diario de noticias, La ciudad reimaginada: estrategias de rehabilitación y de regeneración urbana. En Aoiz asistió a la inauguración de la oficina comarcal de información sobre vivienda, una de las sedes de asesoramiento técnico de la red de oficinas comarcales de Nasursa. En las jornadas de mayo de 2019 sobre educación financiera familiar y pobreza energética Izcue intervino con una conferencia sobre regeneración energética en Navarra, en barrios de vivienda social. Participó en las jornadas Isadora Duncan explicando la experiencia de Navarra con las redes de calor de barrio para calefacción urbana y agua caliente sanitaria, con una ponencia de título District heating: redes de calor de barrio, analizando ejemplos realizados en redes que dan servicio a 4.000 viviendas en su potencial de generación con energías renovables locales como el caso de la biomasa en Navarra.